# Sokół (województwo łódzkie)
Sokół – wieś w Polsce położona w województwie łódzkim, w powiecie kutnowskim, w gminie Krzyżanów.
W latach 1975–1998 miejscowość administracyjnie należała do województwa płockiego.